# 만석보지
만석보지(萬石洑址)는 대한민국 전북특별자치도 정읍시 이평면 하송리에 있는 만석보가 있던 장소이다. 1976년 4월 2일 전라북도의 기념물 제33호로 지정되었다. 보(洑)는 하천의 물을 얻기 위해 냇물을 가두어 두는 곳을 말한다.

## 역사
정읍천과 태인천 상류에 농민들이 설치한 보가 있었으나, 고종 30년(1893) 고부군수 조병갑이 농민들을 강제로 동원하여 두 하천이 합류하는 하류지점에 새로 만석보를 축조하였다. 만석보가 완공된 후 가을에 새 보에 대한 수세라는 명목으로 많은 양의 쌀을 착취하자 농민들이 분개하여 1894년 1월 전봉준을 중심으로 고부 관아를 점령하였다.
만석보는 농민들에 의하여 파괴되어 지금은 둑을 쌓았던 흔적만이 남아있다. 1973년 동학농민운동의 근원지인 이곳을 기념하기 위해 비를 세웠다.

## 같이 보기
- 만석보 혁파 선정비 - 정읍시 향토문화유산 제8호
- 동학농민운동

## 참고 자료
- 만석보지 - 국가유산청 국가유산포털